# Adèle de France (née en 1160)
Pour les articles homonymes, voir Adèle de France.
Adèle de France, (Adélaïde) plus connue sous les noms d’Alix ou Aélis (octobre 1160 - † apr. janvier 1213,), est la fille du roi Louis VII de France (1120-1180) et de sa deuxième épouse, Constance de Castille, qui meurt le lendemain de la naissance de sa fille,.

## Biographie
Dès l'âge de 9 ans, Adèle de France est fiancée à Richard Cœur de Lion, deuxième fils d'Henri II Plantagenêt, qui en a 12,. Ces fiançailles sont au cœur de l'organisation de la succession du roi d'Angleterre qui souhaite que son empire soit divisé entre ses fils après sa mort. Henri le Jeune obtiendra l'Angleterre et la Normandie, Richard gouvernera l'Aquitaine et la Bretagne sera transmise à Geoffroy. L'accord du roi de France est nécessaire pour un tel partage et de nouvelles négociations de paix entre les deux royaumes sont menées en 1169 à Montmirail. Les discussions s'achèvent par l'hommage rendu à Louis VII par les fils d'Henri II pour leurs futures possessions et par les fiançailles de Richard avec Adèle. Le roi Henri fait alors venir l'enfant en Angleterre pour prendre immédiatement possession des terres constituant sa dot (comté d'Aumale et comté d'Eu), comme il avait déjà fait en 1160 avec Marguerite, sœur aînée d'Adèle, qu'il a fait épouser à l'âge de 2 ans à son fils aîné et héritier, Henri.
Par le traité de paix signé le 30 septembre 1174 à Montlouis, entre Tours et Amboise, le roi Henri II renouvelle à Louis VII la promesse du mariage entre Adèle et son fils Richard, mais il ne s'y tiendra pas. Les relations entre les deux souverains s'enveniment à nouveau autour du contrôle de la riche province du Berry. Henri, qui revendique l'ouest du territoire, annonce en 1176 qu'il aurait accepté de céder toute la province à Adèle au moment de ses fiançailles avec son fils.
En 1177, le pape Alexandre III intervient vainement pour le sommer, sous peine d'excommunication, de procéder au mariage convenu. Selon l'historien Giraud de Barri, peu après la mort de sa maîtresse en titre en 1176, le roi Henri l'aurait remplacée dans son lit par la jeune Adèle, alors âgée de seize ans, en la violant, d'après l'autrice et essayiste Gaëlle Audéon.
Henri renouvelle sa promesse de mariage en décembre 1183 et durant le carême de 1186, mais ne s'exécute toujours pas. Entre-temps, Adèle a donné naissance à un fils, dont la rumeur attribue la paternité au roi.
Le roi Henri meurt le 6 juillet 1189. En février 1190, son fils et successeur Richard Cœur de Lion fait venir Adèle à Rouen. Pourtant, en 1191, il avertit le nouveau roi de France, Philippe Auguste, fils de Louis VII, qu'il ne peut épouser sa sœur à cause du déshonneur dont on l'accuse. Roger de Howden, historien sérieux et peu enclin aux ragots, de l'avis de Jean Flori, rapporte que Richard déclare à Philippe Auguste: « Je ne rejette pas ta sœur, mais il m'est impossible de l'épouser, car mon père a couché avec elle et engendré d'elle un fils ».
Après avoir tenté de la donner pour femme à Jean sans Terre, frère cadet de Richard Cœur de Lion, le roi Philippe Auguste marie Adèle le 20 août 1195 à Guillaume II Talvas (vers 1178-1221), comte de Ponthieu. Elle apporte dans sa dot le comté d'Eu, le comté d'Arques et un prêt de 5 000 marcs.
Elle a avec lui :
- Marie de Ponthieu (avant 1199 - † 1250), qui épouse Simon de Dammartin († 1239), comte d'Aumale et de Dammartin et hérite du comté de Ponthieu. En deuxième mariage, Marie de Ponthieu épouse Mathieu de Montmorency († 1250) ;
- probablement aussi (filiation incertaine) : Jean II de Ponthieu (1199-1214).